# Pierre Grasset-Morel
 (décembre 2012).
Pierre Grasset-Morel, né le 5 mai 1908 à Montpellier (Hérault) et mort le 17 février 1967 dans la même ville, est un homme politique français, ingénieur agronome, inspecteur des Eaux et Forêts.

## Biographie
Député de l'Hérault de 1958 à 1962, il est notamment connu pour son engagement dans la défense des conditions de travail du monde ouvrier viticole et pour ses amendements au projet de loi relatif au remembrement des propriétés rurales.
À la déclaration de la guerre en 1939, il est affecté au centre militaire des Bois de Grenoble. Il se porte volontaire pour son envoi aux armées. Prisonnier  dans les Vosges avec le groupe d’Armée du général Charles-Marie Condé, il est conduit captif en Allemagne, et est séparé de sa femme et de ses enfants pendant dix-huit mois.
Revenu de captivité en 1941, il retrouve aussitôt son activité passée de boisement et lutte contre la déforestation de sa région. Il met en place l’installation de chantiers de jeunesse dans des maisons forestières, évitant ainsi à de nombreux jeunes Français leur départ en Allemagne.
À la libération, il apporte son aide aux groupes d’accueil des prisonniers et déportés. Il continue de s’impliquer dans la défense du monde agricole en participant aux travaux de la Société centrale d’agriculture, qui fut instituée dans un but de vulgarisation des connaissances agricoles du XIXe siècle, en un temps ou l’information se réduisait à quelques publications d’étroites diffusions.
Viticulteur sur son propre domaine, son action pour l’amélioration des conditions de travail des ouvriers de la vigne a rassemblé autour de lui une opinion au-delà des clivages politiques.
Il stigmatise les déséquilibres de la croissance économique, en particulier dans le secteur agricole et les pays en voie de développement.
En 1954, il accède aux fonctions de directeur général de la Fédération nationale des syndicats d'exploitants agricoles. Il est, à ce titre, cosignataire de la première convention collective agricole en France.
En 1958, à la veille des élections législatives, des amis le sollicitèrent pour qu’il porte sa candidature sous la bannière Indépendants Paysans et il fut élu député, poste qu’il occupera jusqu'au 9 octobre 1962, date de la dissolution de l'Assemblée nationale par le général de Gaulle.
Pendant cette période, il est également maire de Lansargues (Hérault), où il réside avec sa famille et dont une avenue porte aujourd'hui son nom.
Le 17 février 1967, il décède à Montpellier à l'âge de 58 ans des suites d’une attaque cérébrale alors qu’il s’apprêtait à reconquérir son siège de député.

### Fonds d'archives
- Fonds Grasset-Morel (1541-2000) [9,50 ml].  Cote : 157 J. Montpellier : Archives départementales de l'Hérault (présentation en ligne).